# Voorburg (Vught)
Voorburg is een wijk binnen de gemeente Vught. Voorburg bestaat uit het psychiatrisch ziekenhuis Voorburg en het verpleeghuis Boswijk.

## Ziekenhuis
Psychiatrisch ziekenhuis Voorburg bestaat vanaf 1885, nadat de Godshuizen (een 'koepel' die in 's-Hertogenbosch meerdere instellingen op het terrein van de gezondheidszorg bestuurde) een gesticht lieten bouwen. In 1990 zijn psychiatrisch ziekenhuis Voorburg en psychiatrisch ziekenhuis Reinier van Arkel in 's-Hertogenbosch gefuseerd tot één ziekenhuis met een eigen bestuur. De naam Voorburg verdween uit het straatbeeld, maar niet uit de volksmond. De nieuwe naam van Voorburg werd Reinier van Arkel en in 1998 werd de naam nogmaals veranderd in GGZ 's-Hertogenbosch e.o..
Tot 1998 bestond de tweedelijns geestelijke gezondheidszorg in de regio 's-Hertogenbosch hoofdzakelijk uit het psychiatrisch ziekenhuis Reinier van Arkel, Riagg 's-Hertogenbosch en RIBW 's-Hertogenbosch. In dat jaar gingen de drie instellingen op in GGz 's-Hertogenbosch. Sinds 1 januari 2006 luidt de naam van de organisatie Reinier van Arkel Groep.

## Verpleeghuis
In de wijk Voorburg ligt ook het verpleeghuis Boswijk. Dit verpleeghuis valt niet meer onder het psychiatrisch ziekenhuis (De Godshuizen). Verpleeghuis Boswijk is nu onderdeel van de Stichting Van Neynselgroep, een 'koepel' die in de regio van 's-Hertogenbosch meerdere huizen heeft op gebied van de ouderenzorg.
In de wijk was een kerk gevestigd met een kapel. Deze is in 1995 afgebroken. De kerktoren is bewaard gebleven en is verplaatst naar de hoofdingang van het psychiatrisch ziekenhuis.

## Externe link

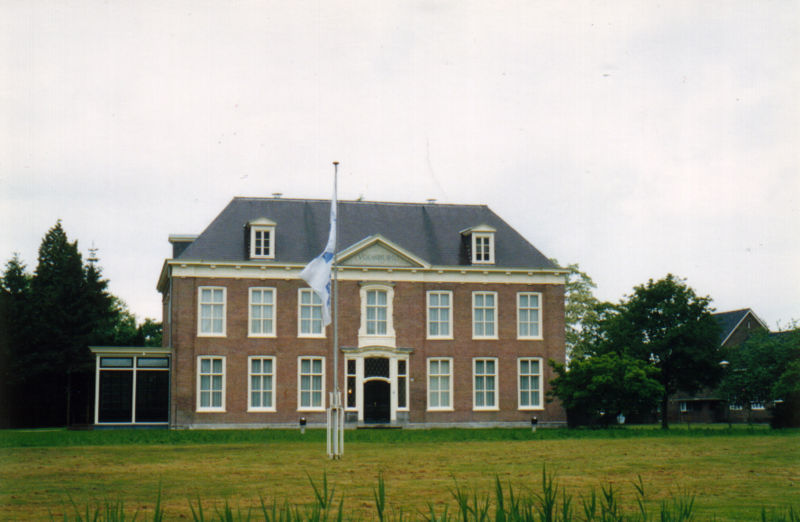
Rijksmonument Huize Voorburg
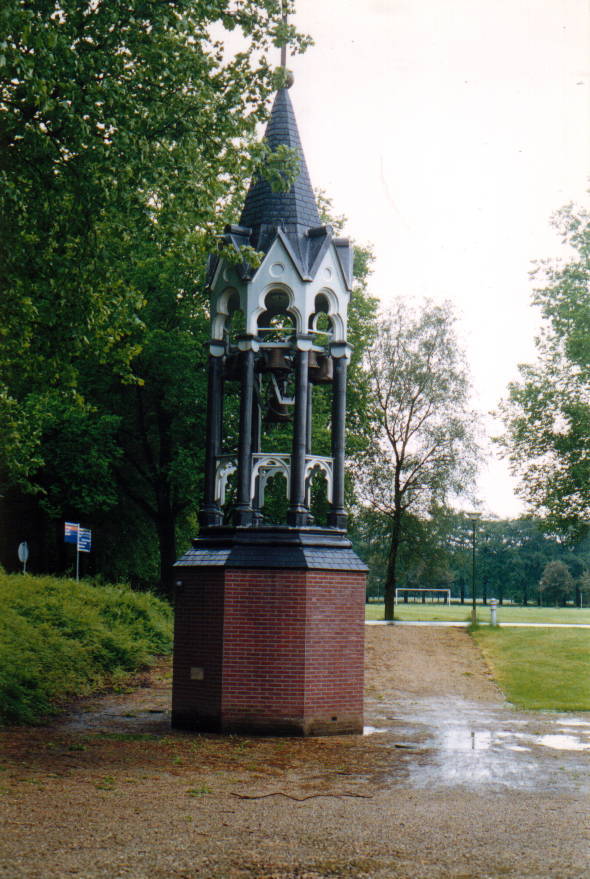
Kerktoren van de oude kapel

## Overige gevestigde panden
- SBO basisschool het Zuiderbos
- Een voormalige watertoren
- Villa Voorburg